# Paulina James
Paulina James (ur. 29 października 1986 w Newport Beach) – amerykańska aktorka pornograficzna pochodzenia hiszpańsko-portugalskiego.

## Życiorys

### Wczesne lata
Urodziła się i dorastała w Newport Beach w Orange County w Kalifornii. Wychowywała się w przeciętnej rodzinie. Matka była fryzjerką, a ojciec makijażystą. W wieku 5 lat po raz pierwszy wystąpiła jako modelka. Często pojawiała się na pokazach piękności, w teledyskach oraz reklamach. Wystąpiła również w telewizyjnym westernie NBC Hazardzista powraca (The Gambler Returns: The Luck of the Draw, 1991) z Kennym Rogersem. Szybko ukończyła szkołę średnią, w której przez pewien czas była cheerleaderką. Następnie studiowała biznes i projektowanie ubrań na miejscowej uczelni. W wieku 20 lat wyprowadziła się do Los Angeles.

### Kariera
Do kariery gwiazdy porno przybliżyła ją agencja aktorska. Jej zajęciem było rozdawanie ulotek na targach erotycznych Erotica LA w 2006 roku. Później znajomy zaproponował jej udział w filmach dla dorosłych i rozpoczęła się jej kariera porno. Po roku spędzonym w branży porno podpisała ekskluzywny trzyletni kontrakt z SexZ Pictures.
Po raz pierwszy wzięła udział w scenie seksu analnego z Evanem Stone’em w filmie The Perils of Paulina (2007). W marcu 2008  James ogłosiła, że odchodzi na roczną przerwę z powodu ciąży.
Spotykała się z aktorem i reżyserem porno Randym Westem.

## Nagrody i nominacje
| Rok  | Nagroda    | Kategoria                               | Film                 | Inni wykonawcy                                             | Rezultat  |
| ---- | ---------- | --------------------------------------- | -------------------- | ---------------------------------------------------------- | --------- |
| 2007 | Adultcon   | 20 najlepszych aktorek pornograficznych | –                    | –                                                          | Wygrana   |
| 2008 | AVN Award  | Najlepszy nowa gwiazdka                 | –                    | –                                                          | Nominacja |
| 2008 | AVN Award  | Najlepsza scena seksu POV               | POV Pervert 9 (2007) | –                                                          | Nominacja |
| 2008 | XRCO Award | Nowa gwiazdka                           | –                    | –                                                          | Nominacja |
| 2008 | XBIZ Award | Nowa gwiazdka roku                      | –                    | –                                                          | Nominacja |
| 2009 | AVN Award  | Najlepsza scena seksu grupowego         | Dark City (2008)     | Ben English, Faith Leon, Tee Reel, Ava Rose i Vic Sinister | Nominacja |